# Enigmi collegati
La tecnica degli enigmi collegati è un tipo di svolgimento dei giochi enigmistici in versi a combinazione. In questo caso si tratta infatti di definire non un solo concetto, come nell'indovinello, ma più parole o frasi (salvo il caso del palindromo). Se si assume allora che ogni gioco enigmistico è un enigma (ma il termine ha anche un'accezione più stretta), il componimento sarà costituito di più enigmi, ciascuno corrispondente a una parte di esso. Il senso apparente dell'intero gioco rimane unico, ma ciascuna delle sue parti definisce (in senso reale) una diversa parola o frase. Il gioco perde allora la denominazione di "indovinello" o di "enigma" in senso stretto per assumere quella specifica dello schema usato. Supponendo quindi di svolgere una sciarada osti + nazione = ostinazione, le varie strofe o i vari versi definiranno ciascuno uno dei termini.
I modi di suddividere un gioco in versi in più enigmi sono molteplici. I giochi poetici, solitamente, fanno corrispondere ognuna delle parti da definire a una strofa. I giochi brevi, dal canto loro, hanno in genere la forma di una quartina o di una sestina. Si possono così avere ripartizioni diverse: in uno schema binario (come l'anagramma attore / teatro) e in una quartina i termini potranno essere svolti da distici, in una sestina da terzine; in uno schema ternario (come la sciarada dell'esempio) e in una quartina le prime due parti potranno essere svolte da un verso ciascuna e il totale da un distico, in una sestina tutti da distici; ecc. In alcuni casi, quando l'autore non fa coincidere la ripartizione in versi con i vari enigmi, le parti possono essere separate fra loro da puntini di sospensione (...).